# Deportes ecuestres en los Juegos Olímpicos de Moscú 1980
Los deportes ecuestres en los Juegos Olímpicos de Moscú 1980 se realizaron en el Complejo Ecuestre de Bitsa de Moscú del 25 de julio al 3 de agosto de 1980.
En total se disputaron en este deporte seis pruebas diferentes en las disciplinas de doma, salto de obstáculos y concurso completo, en las categorías individual y por equipos. El programa de competiciones se mantuvo como en la edición pasada.

## Medallistas
| Evento                                        | Oro | Plata | Bronce |
| --------------------------------------------- | --- | --- | --- |
| Doma individual (1 de agosto)                 | Elisabeth Theurer (Mon Cherie) · Austria · 1370 pts.                                                                                      | Yuri Kovshov (Igrok) · Unión Soviética · 1300 pts.                                                                                          | Viktor Ugriumov (Shkval) · Unión Soviética · 1234 pts. |
| Doma por equipos (31 de agosto)               | Yuri Kovshov (Igrok) · Viktor Ugriumov (Shkfval) · Vera Misevich (Plot) · Unión Soviética · 4383                                          | Petar Mandadzhiev (Schibor) · Svetoslav Ivanov (Aleko) · Gueorgui Gadzhev (Vnimatelen) · Bulgaria · 3580                                    | Anghelache Donescu (Dor) · Dumitru Velicu (Decebal) · Petre Roșca (Derbist) · Rumania · 3346                                                              |
| Salto de obstáculos individual (3 de agosto)  | Jan Kowalczyk (Artemor) · Polonia · 8,00                                                                                                  | Nikolai Korolkov (Espadron) · Unión Soviética · 9,50                                                                                        | Joaquín Pérez Heras (Alymony) · México · 12,00 |
| Salto de obstáculos por equipos (29 de julio) | Viacheslav Chukanov (Gepatit) · Viktor Poganovski (Topky) · Viktor Asmayev (Reis) · Nikolai Korolkov (Espadron) · Unión Soviética · 16,00 | Marian Kozicki (Bremen) · Jan Kowalczyk (Artemor) · Wiesław Hartman (Norton) · Janusz Bobik (Szampan) · Polonia · 32,00                     | Joaquín Pérez Heras (Alymony) · Jesús Gómez Portugal (Massacre) · Gerardo Tazzer Valencia (Caribe) · Alberto Valdés Lacarra (Lady Mirka) · México · 39,25 |
| Concurso completo individual (25-27 de julio) | Federico Roman (Rossinan) · Italia · 108,60                                                                                               | Alexandr Blinov (Galzun) · Unión Soviética · 120,80                                                                                         | Yuri Salnikov (Pintset) · Unión Soviética · 151,60 |
| Concurso completo por equipos (27 de julio)   | Alexandr Blinov (Galzun) · Yuri Salnikov (Pintset) · Valeri Volkov (Tskheti) · Serguei Rogozhin (Gelespont) · Unión Soviética · 457,00    | Federico Roman (Rossinan) · Anna Casagrande (Daleye) · Mauro Roman (Dourakine-4) · Marina Sciocchetti (Rohan de Lechereo) · Italia · 656,20 | Manuel Mendívil (Remember) · David Bárcena Ríos (Bombona) · José Luis Pérez Soto (Quelite) · Fabián Vázquez (Cocalec) · México · 1172,85                  |

## Medallero
| Núm. | País            | Oro | Plata | Bronce | Total |
| ---- | --------------- | --- | ----- | ------ | ----- |
| 1    | Unión Soviética | 3   | 3     | 2      | 8     |
| 2    | Polonia         | 1   | 1     | 0      | 2     |
| 3    | Italia          | 1   | 1     | 0      | 2     |
| 4    | Austria         | 1   | 0     | 0      | 1     |
| 5    | Bulgaria        | 0   | 1     | 0      | 1     |
| 6    | México          | 0   | 0     | 3      | 3     |
| 7    | Rumania         | 0   | 0     | 1      | 1     |
|      | TOTAL           | 6   | 6     | 6      | 18    |